# 河合隼雄
河合 隼雄（かわい はやお、1928年〈昭和3年〉6月23日 - 2007年〈平成19年〉7月19日）は、日本の心理学者。教育学博士（京都大学）。京都大学名誉教授、国際日本文化研究センター名誉教授。文化功労者。元文化庁長官。国行政改革会議委員。専門は分析心理学（ユング心理学）、臨床心理学、日本文化。

## 経歴

### 幼少期・少年期

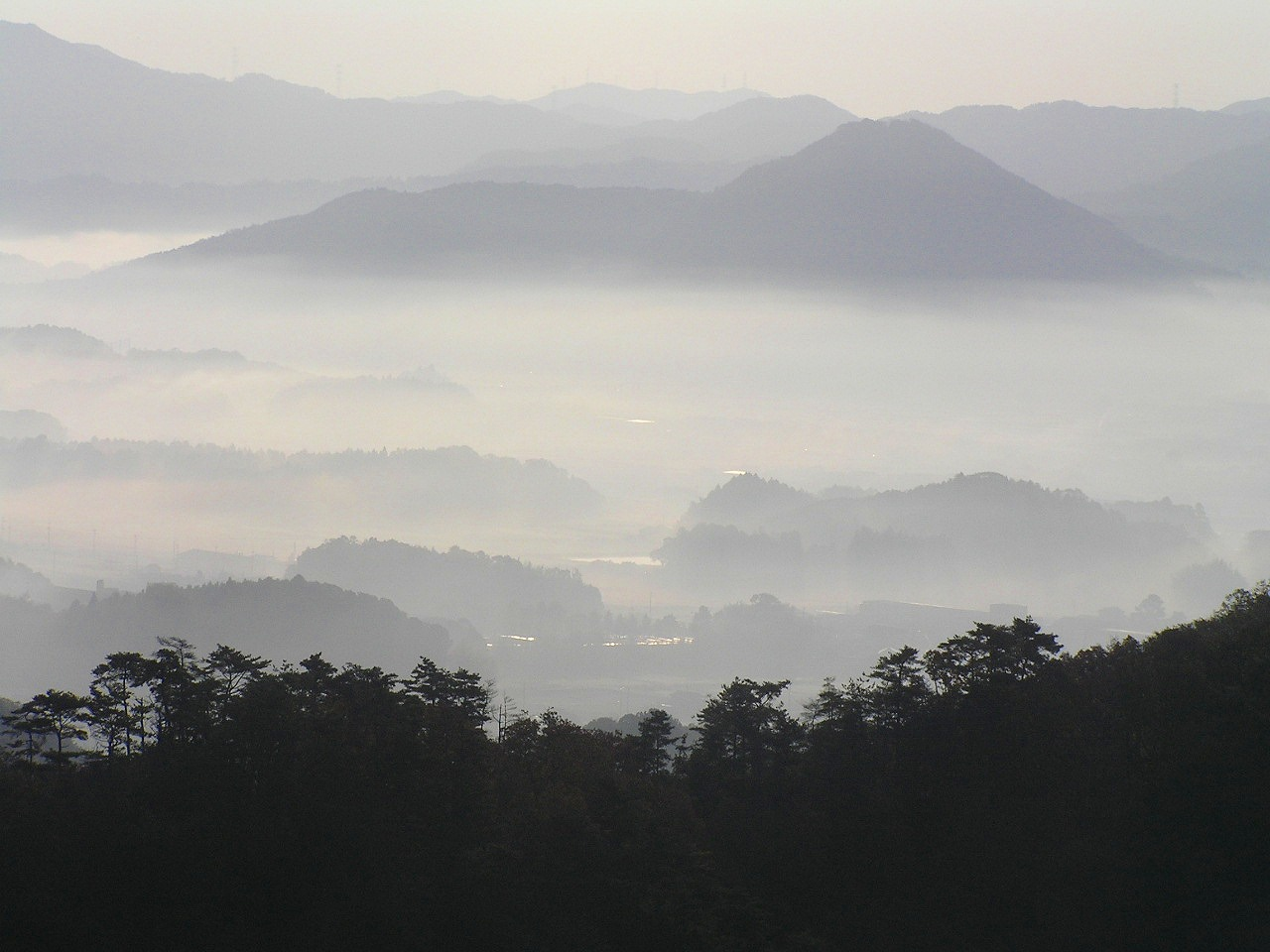
河合隼雄の故郷、篠山市（篠山盆地）

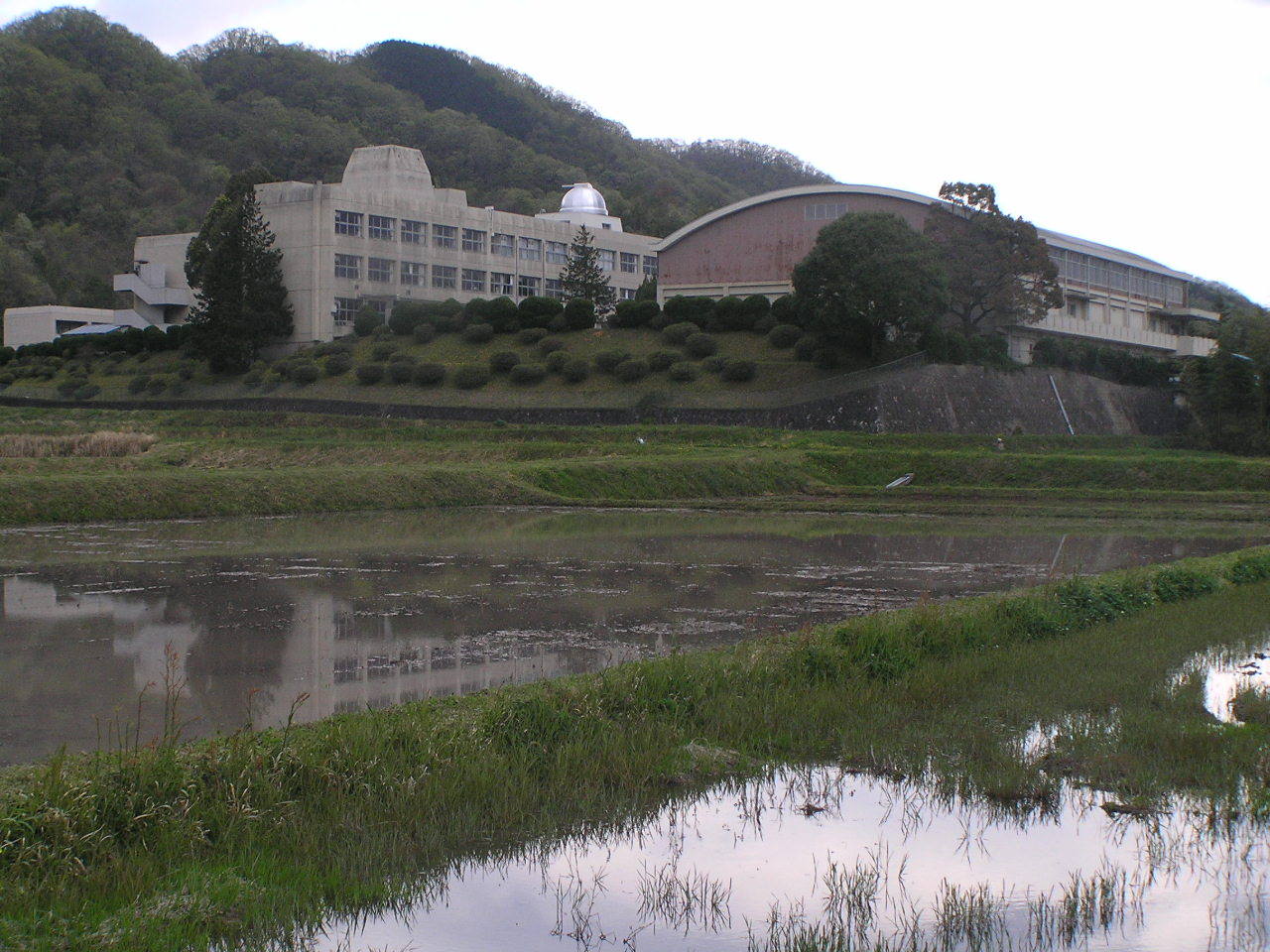
現：兵庫県立篠山鳳鳴高等学校

1928年、兵庫県多紀郡篠山町（現：丹波篠山市）で生まれた。幼少期より、死について考えていた。死ぬと全く何もなくなってしまう、ということが耐え難い恐怖であった。目を閉じ耳をふさぎ、死がどのようなものか知ろうとし、そのように知ろうとしている自分がなくなってしまうのだと気づき、慄然としたことがある。兄・河合雅雄によると、幼少期の隼雄は繊細で泣き虫で、靴下がはけない、霜焼けがかゆい、好きな先生が転任だというような些細なことで泣いていた。一方で理屈で相手を言いくるめることが得意で逆に理屈で言い負かされたりすると相手を涙目で睨み返すようなことがあったが、同時に人の心を見透かす能力を備えており、母親は「隼雄はこわい」とつぶやくこともあった。このため家族内では「見抜き人」というあだ名を付けられていた。既成概念にとらわれず自分の頭で考え、ときに過激な発言もし、小学5年の時には「進化論的に言えば、天照大神は一番サルに近いということか」と言ったという。
感受性の強い時期に軍国主義が台頭、「日本精神」、「大和魂」などの洗礼を受けたため、「日本嫌悪症」が強くなり、文学、芸術などは西洋一辺倒となり日本に関する文化にはすべて無関心に過ごす。その後、海外へ行く機会が多くなったことでようやく日本嫌悪症は治まり、老年期に至りようやく関心を持ち始める。しかし、能だけは若い頃より関心があった。のちに世阿弥の『九位』に特に関心を示したが、心理療法家として人間の「心の成熟」を常に考えていたため興味をそそられたと述べている。

### 大学卒業から米国留学まで
旧制神戸工業専門学校を経て、1952年京都大学理学部数学科を卒業。京都大学大学院に籍を置き、心理学を学びつつ数学の高校教諭として3年間勤務。学生時代には、雅雄がジークムント・フロイトの「夢判断」を読んで、「すごいショックを受け、夜眠れなかった」と言うと、「そうか？ショックなんか受けなかった。こんな面白い本はないと思うな」と答えた。
河合はロールシャッハテストから徐々に心理学に入っていき、ロールシャッハが彼の心理学の土台を築く上で大きな役割を果たしている。河合は約1000人にロールシャッハを施行した。
河合は、当時カリフォルニア大学ロサンゼルス校 (UCLA) の教授であり投影法に精通していたブルーノ・クロッパーのロールシャッハに関する本を読んだ際、間違いと思われる個所を見つけ、手紙で質問した。すると丁寧な返事が来て、河合の指摘が正しく、河合が初めてそれを指摘したと記されていた。この手紙を契機に二人の関係が始まり、後の河合の留学先にも影響を与えた。
英語で努力を積み重ねた後、1959年にフルブライト奨学生としてカリフォルニア大学ロサンゼルス校 (UCLA) へ留学し、クロッパーやJ・M・シュピーゲルマンの指導を受けた。
米国ではロールシャッハに関しては教授から大きな信頼を得た。留学期間が切れた後も助手として採用されて引き続き滞在。ネイティブアメリカンについての共同研究を行った。河合は第二次世界大戦での敗北を経験しており、西欧流の合理主義に傾倒していた。しかし、河合は米国の合理的な社会制度・思想に触れ、自分の日本人としてのアイデンティティについて深く考えさせられたという。
クロッパーはかつてドイツに在住していたが、ナチスの迫害を逃れて米国へ亡命したユダヤ系であった。ヨーロッパの精神医学・心理学に精通し、ユング研究所に1年間の滞在した経験のあった彼は、河合が米国で学位を取るよりも本場のスイスのチューリッヒでユング心理学を修める方がよいと判断し、河合にスイスへの留学を勧めた。この際、河合のために推薦書を書き、河合はユング研究所から奨学金を支給されることとなった。

### ユング心理学との出会い
1962年に天理大学で助教授になった後、大学の許可を得て1962年から1965年までスイスに渡り、ユング研究所 (C. G. Jung-Institut Zürich) で日本人として初めてユング派分析家の資格を得る。その際、C・A・マイヤー (Carl Alfred Meier) に師事した。
河合が心理療法家、なかでもユング派に属したことは、幼いころから感じていた自分自身の死の恐怖に導かれてのことであったといってもいいほどで、それは意図的になされたものではなく、多くの偶然の重なりの中で、何者かによってアレンジされたかと思うほどの流れでユング派の分析家となった、と著書『対話する生と死』の中で語り、さらにユング派のサークルでは他派に比べ、死について語られることが多いと述べている。
帰国後、1972年から1992年まで京都大学教育学部で教鞭を執る。退官後、プリンストン大学客員研究員、国際日本文化研究センター所長（1995年-2001年）を歴任する。

### 日本文化に根ざした心理療法の模索
河合は、欧米で修めた心理学を日本では同様に適用できないことに気づき、日本的環境や日本的心性にあった心理療法を工夫して創ることに苦心したという。その影響から岩波書店の編集者大塚信一（後に社長に就任）に勧められ岩波新書「コンプレックス」を出版。その頃、後に親交ある文化人類学者の山口昌男と出会う。
また、彼の著作には「母性社会日本の病理」、「中空構造日本の深層」、「日本人の心のゆくえ」、「日本人という病」、「日本文化のゆくえ」などのように、批判的かつ創造的な問題意識をもった日本文化論がある。1979年、大塚の紹介で研究会「都市の会」に参加し、哲学者の中村雄二郎らと出会う。特に親交のある中村雄二郎との対談は「トポスの知」（TBSブリタニカ）に収められている。
そして、著書『ユング心理学と仏教』は、河合隼雄による日本人の深層心理研究の到達点にして、同人の著作の１つの頂点ともされている。同書では、元々は日本文化や仏教に懐疑的・拒絶的で、欧米の学問・思想にばかり親和的であった河合隼雄が、心理療法の臨床経験を積み重ねる中で、日本人の深層心理に根付く日本の仏教の影響を見出すようになるとともに、人間の自我(ego)・自己(self)の構造や心理療法に伴う治癒の過程が、仏教の世界観・人間観によって的確に説明できること、心理療法の方法論としても、「治療」「解決」といった目的にとらわれず、また、合理的思考による解決や意味解釈を性急に求めない姿勢といった面で、自身の心理療法が実は禅と似ていると感じるようになったことなどが、欧米の聴講者向けの講義の形で語られている。また、そこで語られる日本人に典型的な治癒過程が、確固たる「自我(ego)」を出発点とする精神分析学とは逆方向の志向性を持っているとの指摘もされた。
日本心理臨床学会を設立し、同理事長に就任。臨床心理士制度や、スクールカウンセラー制度の確立に尽力し、日本臨床心理士会会長も務めた。

### 心理療法への貢献
1965年に河合は、スイスの心理学者ドラ・カルフがクライエントへのセラピーとして用いた箱庭療法 (Sandplay Therapy) を日本へ紹介した。最初は天理市と京都市に導入され、そこから徐々に日本に広がり、臨床場面で幅広く使用されるに至った。
河合は非言語的な表現が多い日本人に向いていると考えていたという。その後、日本箱庭療法学会の設立に携わる。また、1985年に国際箱庭療法学会が設立され、河合はその創設メンバーであった。
精神科医で風景構成法を考案した中井久夫（神戸大学名誉教授）は、東京で河合の箱庭に関する発表を聞き、箱庭に枠が使用されている点に注目した。そして、患者が箱庭の「枠」があるために、箱庭による自己表現が可能であり、治療効果があることに気づき、自身の風景構成法の「枠付け法」に応用した。中井久夫や山中康裕などの精神科医が、箱庭療法を病院に導入したため、箱庭が教育現場だけでなく、病院臨床でも使用される契機となる。

### 文化庁長官就任
2002年1月18日より第16代文化庁長官に就任。民間人（非官僚）の起用は今日出海、三浦朱門に続き17年ぶり3人目となった。2年の任期が終了した後も、お得意の駄洒落で盛り上げる講演をするなど、文化庁の知名度向上に貢献した手腕を買われ、2度に亙って長官留任を要請され、2006年10月31日まで3期4年余在任した。
在任期間中の2002年4月、文部科学省が全国の小・中学校に配布した道徳の副教材『こころのノート』の編集に携わった。同年には「関西文化の盛り上げが東京一極集中の打破につながる」として京都国立博物館に長官分室を設置した。また、2004年には高松塚古墳の壁画がカビによって劣化していた事実を文化庁が隠蔽していたことが明らかになり、大問題となった。2006年7月から高松塚古墳壁画問題の件で国内各地で関係者に謝罪し、同年8月に公式謝罪を行った。
2006年8月17日午前、奈良県奈良市内の私邸で脳梗塞の発作を起こして倒れ、天理市の天理よろづ相談所病院に搬送され緊急手術を受けたものの容態は回復せず、2006年11月1日に文化庁長官職を休職。2007年1月17日付で任期切れにて退任した。
2007年7月19日14時27分、脳梗塞のため天理市の天理よろづ相談所病院で死去。79歳没。

### 委員・役員ほか(学外)
- 日本心理臨床学会理事長（1985年11月-1991年10月、1994年11月-1997年11月、2000年11月-2003年11月）
- 日本箱庭療法学会理事長（1987年7月-1996年3月）
- 日本臨床心理士会会長。
- 国際箱庭療法学会会長（1990年8月-1995年）
- 宗教法人審議会委員（1997年-2001年）
- 中央教育審議会委員（1997年-2001年）
- 学術審議会委員（1994年-2000年）
- 「21世紀日本の構想」懇談会座長（1999年）
- 教育改革国民会議委員（2000年-2001年）
- 文部科学省顧問（2000年-2002年）
- 平城遷都1300年記念事業特別顧問

## 受賞・栄典
- 1982年：『昔話と日本人の心』で大佛次郎賞
- 1988年：『明恵 夢を生きる』で新潮学芸賞
- 1992年：日本心理臨床学会賞
- 1995年：紫綬褒章[9]
- 1996年：NHK放送文化賞
- 1998年：朝日賞[10]
- 2000年：文化功労者顕彰[9]
- 2007年：正四位瑞宝重光章[11]

## 業績ならびに影響
専門は心理学。日本人として初めてユング研究所にてユング派分析家の資格を取得し、日本における分析心理学の普及・実践に貢献した。また、箱庭療法を日本へ初めて導入した。臨床心理学・分析心理学の立場から1988年に日本臨床心理士資格認定協会を設立し、臨床心理士の資格整備にも貢献した。
文化庁の京都移転
河合が文化庁長官時代に京都に長官分室を設置したことを契機に京都では文化庁の誘致運動の熱が高まり、2016年3月には京都への省庁移転が正式決定した。この際、生前の河合と親交があり、誘致運動に尽力した門川大作京都市長は河合の妻から「主人が言っていたことが実現しそうですね」との手紙を受け取った。

### 顕彰
河合隼雄物語賞・学芸賞
2012年5月2日、一般財団法人河合隼雄財団が設立され、主たる事業として「河合隼雄物語賞・学芸賞」が設けられた。

## 人物・交遊
- 冗談好きで、「日本ウソツキクラブ会長」を自称し、架空人物・大牟田雄三との共著もある。「うそは常備薬、真実は劇薬」という箴言も残している。
- 対談・座談の名手であり、対談集や共著が多い。また上記の山口昌男や中村雄二郎をはじめ、梅原猛、鶴見俊輔、森毅、白洲正子、安野光雅、山折哲雄、谷川俊太郎、柳田邦男、養老孟司、工藤直子、安藤忠雄、村上春樹、中沢新一など交友関係は多岐に渡った。
- 趣味はフルートを吹くことで、大学時代に京都大学交響楽団に所属、卒業後中断。58歳から再度フルートを習い始め、演奏会も度々開催していた。
- ビジネスとは一線を画した演奏会運営のノウハウをもつ文化ボランティアによる演奏会を開こうと、特定非営利活動法人文化創造を設立。設立作業を整えた1か月後に脳梗塞で倒れ、本人は一度もこの組織による演奏会を聴くこと無く死去した。
- ヒトラーをヒンズー教のヴィシュヌ神の10番目の化身（カルキ・アヴァタール）と崇める反ユダヤ主義の陰謀論者、ネオナチ神秘思想家であり、チリの外交官・ミゲール セラノの著書『ヘルメティック・サークル: 晩年のユングとヘッセ』の帯の推薦コメントを書いている。

## 家系
河合隼雄は7人の男兄弟の五男。一人は夭折している。
- 長男：河合仁は外科医。
- 次男：河合公は内科医。篠山市西紀町で内科医。
- 三男：河合雅雄は霊長類学者。京都大学霊長類研究所元所長。
- 四男：河合迪雄は歯科医
- 六男：河合逸雄は脳神経学者。京都大学医学部元助教授。
- 息子：河合俊雄は臨床心理学者。京都大学こころの未来研究センター教授。
- 息子：河合幹雄は法社会学者。桐蔭横浜大学法学部教授）
- 息子：河合成雄はイタリア文学者。神戸大学留学生センター教授[14]
- 甥：河合一穂は工学者。京都大学国際融合創造センター元非常勤研究員
- 甥：河合峰雄は歯科医。日本歯科麻酔学会理事。

## 著書

### 単著
1960年代
- 『ユング心理学入門』培風館 1967
  - 文庫化 岩波現代文庫
- 『箱庭療法入門』誠信書房 1969
- 『臨床場面におけるロールシヤツハ法』岩崎学術出版社 1969

1970年代
- 『カウンセリングの実際問題』誠信書房 1970
  - 改題文庫化 『カウンセリングの実際』岩波現代文庫 2009
- 『コンプレックス』岩波新書青版 1971[15]
  - 改版 2021年
- 『カウンセリングと人間性』創元社 1975
- 『影の現象学』思索社 1976
  - 文庫化 講談社学術文庫
- 『母性社会日本の病理』中公叢書 1976
  - 文庫化 講談社+α文庫
- 『昔話の深層』福音館書店 1977
  - 文庫化 講談社+α文庫
- 『無意識の構造』中公新書 1977
- 『新しい教育と文化の探求：カウンセラーの提言』創元社 1978
- 『ユングの生涯』第三文明社(レグルス文庫) 1978
  - 単行判

1980年代
- 『家族関係を考える』講談社現代新書 1980
- 『働きざかりの心理学』PHP研究所 1981
  - 文庫化 PHP文庫、新潮文庫
- 『昔話と日本人の心』岩波書店 1982
  - 文庫化 岩波現代文庫
- 『夢と昔話の深層心理』小学館創造選書 1982
- 『中空構造日本の深層』中公叢書 1982
  - 文庫化　中公文庫(のち増補版)
- 『日本人とアイデンティティー：心理療法家の眼』創元社 1984
  - 改題文庫化『日本人とアイデンティティ：心理療法家の着想』講談社+α文庫 1995
- 『カウンセリングを語る』創元社 1985
  - 文庫化 講談社+α文庫、角川ソフィア文庫
- 『子どもの本を読む』光村図書出版 1985
  - 文庫化 講談社+α文庫
- 『心理療法論考』新曜社 1986
  - 再版 創元社
  - 新版 河合俊雄編、創元社
- 『宗教と科学の接点』岩波書店 1986
  - 文庫化 岩波現代文庫
- 『明恵 夢を生きる』京都松柏社編、法蔵館 1987
  - 文庫化 講談社+α文庫
- 『子どもの宇宙』岩波新書 1987
- 『生と死の接点』岩波書店 1989
  - 文庫化 岩波現代文庫

#### 1990年代
- 『<うさぎ穴>からの発信 子どもとファンタジー』マガジンハウス 1990
  - 改題文庫化『「子どもの目」からの発想』講談社+α文庫 2000
  - 改題再版『河合隼雄と子どもの目：<うさぎ穴>からの発信』創元社 2019
- 『老いのみち』読売新聞社 1991
  - 改題文庫化『「老いる」とはどういうことか』講談社+α文庫 1997
- 『イメージの心理学』青土社 1991
- 『ファンタジーを読む』楡出版 1991
  - 文庫化 講談社+α文庫、岩波現代文庫
- 『とりかへばや、男と女』新潮社 1991
  - 文庫化 新潮文庫・新潮選書
- 『こころの処方箋』新潮社 1992
  - 文庫化 新潮文庫
- 『心理療法序説』岩波書店 1992
  - 文庫化 岩波現代文庫
- 『子どもと学校』岩波新書 1992
- 『対話する人間』潮出版社 1992
  - 文庫化 講談社+α文庫
- 『対話する生と死』潮出版社 1993
  - 文庫化 だいわ文庫
- 『書物との対話』潮出版社 1993
- 『ブックガイド心理療法：河合隼雄が読む』日本評論社 1993
- 『物語と人間の科学 講演集』岩波書店 1993
  - 改題文庫化『こころの最終講義』新潮文庫 2013
- 『中年クライシス』朝日新聞社 1993
  - 文庫化 朝日文庫
  - 改題文庫化『中年危機』
- 『おはなしおはなし』朝日新聞社 1994
  - 文庫化 朝日文庫
- 『青春の夢と遊び』岩波書店 1994
  - 文庫化 講談社+α文庫、岩波現代文庫
- 『こどもはおもしろい』講談社 1995
  - 文庫化 講談社+α文庫
- 『ユング心理学と仏教』岩波書店 1995
  - 文庫化 岩波現代文庫
- 『カウンセリングを考える』創元社 1995
- 『臨床教育学入門』岩波書店 1995
- 『ウソツキクラブ短信』大牟田雄三共著、講談社 1995
  - 文庫化 講談社+α文庫
- 『物語とふしぎ：子どもが本に出会うとき』岩波書店 1996
  - 文庫化 岩波現代文庫
- 『「人生学」ことはじめ』講談社 1996
- 『子どもと悪』岩波書店 1997
- 『対話する家族』潮出版社 1997
- 『河合隼雄の人生読本』潮出版社 1997
- 『河合隼雄のカウンセリング入門：実技指導をとおして』創元社 1998
- 『日本人の心のゆくえ』岩波書店 1998
- 『しあわせ眼鏡』海鳴社 1998
  - 改題文庫化『河合隼雄の幸福論』PHP研究所 2014
- 『これからの日本』潮出版社 1999
- 『「日本人」という病』潮出版社 1999[16]
  - 文庫化 静山社文庫
- 『Q&A こころの子育て：誕生から思春期までの48章』朝日新聞社 1999
  - 文庫化 朝日文庫
- 『こころと人生』創元社 1999
- 『いじめと不登校』潮出版社 1999
  - 文庫化 新潮文庫

#### 2000年代
- 『平成おとぎ話』（潮出版社、2000年）
のち改題『こころとお話のゆくえ』（河出文庫、2017年）
- 『おはなしの知恵』（朝日新聞社、2000年）のち文庫
- 『日本文化のゆくえ』（岩波書店、2000年）のち岩波現代文庫
- 『猫だましい』（新潮社、2000年）のち文庫
- 『河合隼雄のカウンセリング講座』（創元社、2000年）
- 『人の心はどこまでわかるか』（講談社+α新書、2000年）
- 『紫マンダラ 源氏物語の構図』（小学館、2000年）
のち改題『源氏物語と日本人：紫マンダラ』（講談社+α文庫、2013年）のち岩波現代文庫
- 『未来への記憶 自伝の試み』（岩波新書、2001年）
のち改題『河合隼雄自伝―未来への記憶―』（新潮文庫、2015年）
- 『「出会い」の不思議』（創元社、2002年）
- 『より道 わき道 散歩道』（創元社、2002年）
- 『ナバホへの旅 たましいの風景』（朝日新聞社、2002年）のち朝日文庫
- 『物語を生きる 今は昔、昔は今』（小学館、2002年）のち岩波現代文庫
- 『心理療法入門』（岩波書店、2002年）のち岩波現代文庫
- 『臨床心理学ノート』（金剛出版、2003年）
- 『縦糸横糸』（新潮社、2003年）のち文庫
- 『神話と日本人の心』（岩波書店、2003年）のち岩波現代文庫
- 『ケルト巡り』（日本放送出版協会、2004年）
のち改題『ケルトを巡る旅 神話と伝説の地』（講談社+α文庫、2010年）
- 『ココロの止まり木』（朝日新聞社、2004年）のち朝日文庫
- 『深層意識への道』（岩波書店、2004年）
のち改題『河合隼雄の読書人生：深層意識への道』（岩波現代文庫、2015年）
- 『父親の力 母親の力 「イエ」を出て「家」に帰る』（講談社+α新書、2004年）
- 『大人の友情』（朝日新聞社、2005年）のち朝日文庫
- 『過保護なくして親離れはない』（五月書房、2005年）のち復刊・出版芸術社、2017年
- 『心の扉を開く』（岩波書店、2006年）
のち改題『こころの読書教室』（新潮文庫、2014年）
- 『神話の心理学 現代人の生き方のヒント』（大和書房、2006年）のち岩波現代文庫
- 『泣き虫ハァちゃん』（新潮社、2007年）のち新潮文庫
- 『河合隼雄の“こころ” 教えることは寄り添うこと』（小学館、2008年）
- 『河合隼雄のスクールカウンセリング講演録』村山正治、滝口俊子編（創元社、2008年）
- 『河合隼雄のカウンセリング教室』（創元社、2009年）

2010年代以降
- 『生きたことば、動くこころ 河合隼雄語録』河合俊雄編、岩波書店 2010
  - 改題文庫化『河合隼雄語録 カウンセリングの現場から』岩波現代文庫
- 『河合隼雄のカウンセリング講話』創元社 2012
- 『私が語り伝えたかったこと』河出書房新社 2014
  - 文庫化 河出文庫

著作集・選集
- 『河合隼雄著作集』第1期（全14巻) 岩波書店 1994-1995
- 『河合隼雄著作集 第2期』（全11巻) 岩波書店 2001-2004
- 『〈心理療法〉コレクション』河合俊雄編（全6巻) 岩波現代文庫 2009-2010
- 『〈子どもとファンタジー〉コレクション』(全6巻) 河合俊雄編、岩波現代文庫 2013-2014
- 『河合隼雄セレクション』(全6巻) 創元社(こころ文庫) 2015
- 『〈物語と日本人の心〉コレクション』(全6巻) 河合俊雄編、岩波現代文庫 2016-2017

### 対談集
- 『人間の深層にひそむもの：おとなとこどもの心理療法』（大和書房、1979年）のち新装版
- 『あなたが子どもだったころ』（光村図書、1988年）のち講談社+α文庫
- 『河合隼雄全対話』全10巻（第三文明社、1989年～1999年）
- 『物語をものがたる 河合隼雄対談集』（小学館、1994年）
- 『河合隼雄対話集 科学の新しい方法論を探る』（三田出版会、1994年）のち講談社+α文庫
- 『こころの声を聴く 河合隼雄対話集』（新潮社、1995年）のち文庫
- 『続 物語をものがたる 河合隼雄対談集』（小学館、1997年）
- 『閉ざされた心との対話 心理療法の現場から 上』（講談社、1999年）
- 『心にある癒す力治る力 心理療法の現場から 下』（講談社、2000年）
- 『日本人の心』（潮出版社、2001年）
- 『続々 物語をものがたる 河合隼雄対談集』（小学館、2002年）
- 『いのちの対話』（潮出版社、2002年）
- 『河合隼雄の万博茶席：しなやかウーマンと21世紀を語る』（中日新聞社、2005年）
- 『心理療法対話』（岩波書店、2008年）
- 『人の心がつくりだすもの』（大和書房、2008年）
- 『子ども力がいっぱい 河合隼雄が聞く「あなたが子どもだったころ」』（光村図書出版、2008年）
- 『対談集あなたが子どもだったころ 完全版』（中公文庫、2024年）※「あなたが子どもだったころ」と「子ども力がいっぱい 河合隼雄が聞く「あなたが子どもだったころ」」の合体本。

### 共著
- 『面接』(心理学研究法 11) 村上英治ほか編、東京大学出版会 1975

河合「面接法の意義」
- 『方法論』(心理学研究法 1) 八木冕編、東京大学出版会 1976

河合「精神分析的方法」
- 『フロイトとユング』小此木啓吾共著、思索社 1978
  - 文庫化 第三文明社「レグルス文庫」、講談社学術文庫
- 『魂にメスはいらない』谷川俊太郎共著、朝日出版社 1979
  - 文庫化 講談社+α文庫
- 『日本神話の思想』湯浅泰雄・吉田敦彦共著、ミネルヴァ書房 1983
- 『臨床心理ケース研究 5』佐治守夫ほか共編、誠信書房 1983

河合「夫婦関係のカウンセリング」
- 『トポスの知』中村雄二郎共著、TBSブリタニカ 1984
  - 新装版 1993
  - 新装版 CCCメディアハウス 2017
- 『こころの天気図』工藤直子聞き手、毎日新聞社 1990
  - 文庫化 知的生き方文庫、PHP文庫
- 『臨床心理学の科学的基礎』(臨床心理学大系 1) 金子書房 1991

河合「夢と象徴」
- 『臨床心理学の周辺』(臨床心理学大系 15) 金子書房 1991

河合「神話学」
- 『むかし琵琶湖で鯨が捕れた』中西進・山田慶児共著、潮出版社 1991
- 『時代を読む』鶴見俊輔共著、潮出版社 1991
- 『洛中巻談』杉本秀太郎・山折哲雄・山田慶児共著、潮出版社 1995
- 『白洲正子を読む』青柳恵介・安土孝・多田富雄ほか共著、求龍堂 1996
- 『日本語と日本人の心』大江健三郎・谷川俊太郎共著、岩波書店 1996
  - 文庫化 岩波現代文庫
- 『村上春樹、河合隼雄に会いにいく』村上春樹共著、岩波書店 1996
  - 文庫化 新潮文庫
- 『子どもと大人：今ここに生きる子ども』見田宗介・谷川俊太郎共著、岩波書店 1997
- 『ブッダの夢』中沢新一共著、朝日新聞社 1998
  - 文庫化 朝日文庫
- 『日本文化の新しい顔』日高敏隆共著、岩波書店 1998
- 『子どもの本の森へ』長田弘共著、岩波書店 1998
  - 文庫化 岩波現代文庫
- 『生きることはすごいこと』安野光雅共著、講談社 1998
- 『先端科学の現在』杉本秀太郎・山折哲雄・山田慶児共著、潮出版社 1998
- 『快読シェイクスピア』松岡和子共著、新潮社 1999
  - 文庫化 新潮文庫
  - 増補文庫化 ちくま文庫
- 『いま、いのちを考える』梅原猛・松井孝典共著、岩波書店 1999
- 『家族はどこにいくのか』山田太一・谷川俊太郎共著、岩波書店 2000
- 『こころの生態系』小林康夫・中沢新一・田坂広志共著、講談社+α新書 2000

『絵本の力』松居直・柳田邦男共著、岩波書店 2001
- 『縁は異なもの』白洲正子共著、河出書房新社 2001
  - 文庫化 光文社(知恵の森文庫)
- 『宗教を知る人間を知る』加賀乙彦・山折哲雄・合庭惇共著、講談社 2002
- 『日本人とグローバリゼーション』石井米雄共著、講談社(+α新書) 2002
- 『声の力』阪田寛夫・谷川俊太郎・池田直樹共著、岩波書店、2002
  - 文庫化 岩波現代文庫
- 吉本ばなな『なるほどの対話』（NHK出版、2002）のち新潮文庫
- 『心の深みへ：「うつ社会」脱出のために』柳田邦男共著、講談社 2002
  - 文庫化 新潮文庫
- 『臨床とことば：心理学と哲学のあわいに探る臨床の知』鷲田清一共著、阪急コミュニケーションズ 2003
  - 改題文庫化『臨床とことば』朝日文庫 2010
- 『仏教が好き!』中沢新一共著、朝日新聞社 2003
  - 文庫化 朝日文庫
- 『学ぶ力』工藤直子・佐伯胖・森毅共著、岩波書店 2004
- 『101歳の人生を聞く』中川牧三共著、講談社、2004
- 『無為の力：マイナスがプラスに変わる考え方』谷川浩司共著、PHP研究所 2004
  - 文庫化改題『「あるがまま」を受け入れる技術 何もしないことが、プラスの力を生む』PHP文庫 2008
- 『笑いの力』養老孟司・筒井康隆共著、岩波書店 2005
- 『聖地アッシジの対話：聖フランチェスコと明恵上人』ヨゼフ・ピタウ共著、藤原書店 2005
- 『日本の精神性と宗教』鎌田東二・山折哲雄・橋本武人共著、創元社 2006
- 『読む力聴く力』立花隆・谷川俊太郎共著、岩波書店 2006
  - 文庫化 岩波現代文庫
- 『こころと脳の対話』茂木健一郎共著、潮出版社 2008
  - 文庫化 新潮文庫
- 『生きるとは、自分の物語をつくること』小川洋子共著、新潮社 2008
  - 文庫化 新潮文庫

### 英書
- Hayao Kawai,The Japanese Psyche: Major Motifs in the Fairy Tales of Japan,Spring Publications,1961
- Hayao Kawai,Dreams, Myths and Fairy Tales in Japan (Paperback), Daimon, 1995 のちに『日本人の心を解く 夢・神話・物語の深層へ』河合俊雄訳 岩波現代全書・岩波書店 2013 のち改題『夢・神話・物語と日本人 エラノス会議講演録』岩波現代文庫

- Hayao Kawai,The Buddhist Priest Myoe: A Life of Dreams, Lapis Press,1991
- Hayao Kawai, Buddhism and the Art of Psychotherapy (Carolyn and Ernest Fay Series in Analytical Psychology), Texas A&M University Press, 1996
- Hayao Kawai,Robert N,Bellah（共著）,National Values and International Differences; Moral Visions in Japan and the U.S,（Mansfield American-Pacific Lectures）, University of Montana Mansfield,1995
- Kawai Hayao,The Hidden Gods in Japanese Mythology, Eranos 54-1985 (Frankfurt am Main: Insel Verlag, 1987), 397-426

### 独書
- Hayao Kawai, Myoes Traumchronik. Wie Myoe seine Traeume lebte, Daimon Verlag, 2001
- Hayao Kawai, Harmonie im Widerspruch. Die Frau im japanischen Maerchen,Daimon Verlag, 2003
- Hayao Kawai, Die Frauen um Prinz Genji. Eine japanische Geschichte voller Weisheit, Daimon Verlag, 2003

### 翻訳
- B.クロッパー,H.H.ディビッドソン著『ロールシャッハ・テクニック入門』ダイヤモンド社,1964
- （監訳）ユング等『人間と象徴 無意識の世界』河出書房新社,1972
- （藤縄昭・出井淑子共訳）アニエラ・ヤッフェ編『ユング自伝 思い出・夢・思想 1-2』みすず書房,1972-73
- （監修）エリック・ノイマン著『アモールとプシケー』紀伊国屋書店,1973
- （皆河宗一・高橋英夫共訳）ポール・ラディン,カール・ケレーニイ,ユング著『トリックスター』晶文社,1974
- （浪花博共訳）J.ヘンダーソン著『夢と神話の世界 通過儀礼の深層心理学的解明』新泉社 1974
- （村上陽一郎共訳）ユング,W.パウリ著『自然現象と心の構造 非因果的連関の原理』海鳴社,1976
- （浪花博共訳）アンソニー・ストー著『ユング』岩波書店 1978,のち同時代ライブラリー、現代文庫
- （河合幹雄共訳）イラ・プロゴフ『ユングと共時性』創元社,1987

### 雑誌論文
- 河合ほか1958「“ロールシャッハ予後評定尺度”の妥当性に関する研究-森田療法を対象として」『ロールシャッハ研究』第1号
- 河合1962「現象学的接近法について-ロールシャッハ法における方法論の問題」『ロールシャッハ研究』V
- 河合1971「自殺の象徴的意味について-心理療法家の観点から」『心理学評論』第14巻 1号
- 河合1971「イメージの意味と解釈」成瀬悟策編『催眠シンポジアム II イメージ』誠信書房
- 河合1975「自我・羞恥・恐怖-対人恐怖の世界から」『思想』第611号
- 河合1982「Jung のタイプ論に関する研究-文献展望」『京都大学教育学部紀要』第28号
- 河合1984「日本人の美意識」『現代思想（ニッポンの根っこ）』青土社 1984年7月臨時増刊
- 河合1989「『治ること』と『治すこと』」『季刊 精神療法』第15巻 2号

### CD
- 完全原文朗読版『古事記』新潮CD 2006 (朗読:中村吉右衛門[17]
- 河合隼雄連続講演『こころを処方する ユングの心理学』CD版 (全6枚) アートデイズ刊 2010年9月

### 記念論集
- 『臨床的知の探究：河合隼雄教授還暦記念論文集』山中康裕・斎藤久美子共編、創元社 1988

## 河合隼雄に関する著作
- 『臨床家河合隼雄』谷川俊太郎・鷲田清一・河合俊雄共編、岩波書店 2009
  - 文庫化 岩波現代文庫 2018
- 『思想家河合隼雄』中沢新一・河合俊雄共編、岩波書店 2009
  - 文庫化 岩波現代文庫 2018
- 『河合隼雄：たましいに向き合う  別冊太陽 日本のこころ』河合俊雄監修、平凡社 2023

### 交友のあった人物
- 森毅
- 山中康裕
- 中井久夫
- 木村敏
- 土居健郎
- 今西錦司
- 井筒俊彦
- 上田閑照
- 白洲正子
- 中村雄二郎
- 山口昌男
- 多木浩二
- 市川浩
- 前田愛
- 大塚信一
- 鶴見俊輔
- 梅原猛
- 山折哲雄
- 安野光雅
- 谷川俊太郎
- 今江祥智
- 柳田邦男
- 養老孟司
- 工藤直子
- 立花隆
- 安藤忠雄
- 村上春樹
- 中沢新一